# Desurbanismus
Der Desurbanismus war eine Bewegung im Städtebau in der frühen Sowjetunion. Auf der Suche nach der neuen idealen Lebensform im neuentstandenen sozialistischen Staat traten sie für eine Auflösung der Städte und eine gleichmäßige Verteilung der Bevölkerung über das gesamte bewohnbare Land ein. Bedeutende Vertreter der Bewegung waren Michail Ochitowitsch, Moissei Ginsburg, Michail Barschtsch und Nikolai Sokolow, die sich als Sektion für sozialistische Siedlungsweise nach dem Staatsplan der RSFSR organisierten. Mit der Konsolidierung des Stalinismus und der Propagierung der sozialistischen Stadt wurde die Bewegung obsolet.